# Ключи (Константиновский район)
В Амурской области также есть село Ключи в Белогорском районе.
Ключи́ — село в Константиновском районе Амурской области, Россия. Образует Ключевской сельсовет.

## География
Село Ключи расположено к северо-востоку от районного центра Константиновского района села Константиновка, расстояние — 13 км.
От села Ключи на север идёт дорога к селу Новотроицкое, на запад — к селу Крестовоздвиженка, на восток — к селу Нижняя Полтавка.

## Население
| 2002 | 2010 | 2012 | 2013 | 2014 | 2015 | 2016 |
| ---- | ---- | ---- | ---- | ---- | ---- | ---- |
| 972  | ↘812 | ↘795 | ↘780 | ↘771 | ↘755 | ↘753 |
| 2017 | 2018 | 2021 |      |      |      |      |
| ↗754 | ↗763 | ↘712 |      |      |      |      |

## Известные уроженцы, жители
В 1965—1990 годах председателем колхоза «Вперед к коммунизму» в селе Ключи трудился Воропаев, Павел Александрович (1923—2001), Герой Социалистического Труда. Умер в Ключах.

## Инфраструктура
Личное подсобное хозяйство с зоной сельскохозяйственного использования, индивидуальная застройка усадебного типа.
Основа экономики — сельское хозяйство.
Ключевская средняя общеобразовательная школа

## Транспорт
Остановка общественного транспорта «Ключи». 
Просёлочные дороги. 